# Грідінська (Калінінське сільське поселення)
Грі́дінська (рос. Гридинская) — присілок у складі Тотемського району Вологодської області, Росія. Входить до складу Калінінського сільського поселення.

## Населення
Населення — 6 осіб (2010; 7 у 2002).
Національний склад (станом на 2002 рік):
- росіяни — 100 %